# Gerson Borba
Gerson Luis de Borba (Venâncio Aires, 11 de agosto de 1966) é um empresário e político brasileiro.
É filiado ao Partido Progressista (PP). Nas eleições de 2014, em 5 de outubro, obteve 29.420 votos para deputado estadual à Assembleia Legislativa do Rio Grande do Sul na 54ª legislatura (2015 — 2019), ficando como suplente. Assumiu o cargo em 10 de fevereiro de 2015, ocupando a cadeira vaga do secretário estadual da Agricultura, Ernani Polo.